# Sergio Masieri
Sergio Masieri, nome d'arte di Sergio Giorgetti (Prato, 1º luglio 1943), è un attore e direttore del doppiaggio italiano.

## Biografia
Trasferitosi a Milano nel 1965, ha cominciato la carriera d'attore all'età di 22 anni, lavorando per molto tempo con la compagnia “Informativa 65”, diretta dal drammaturgo Massimo Binazzi, da Delia Bartolucci e dal fratello Mario Mattia Giorgetti. 

A partire dal 1968 è stato protagonista di molti spettacoli portati in scena dalla compagnia “La Contemporanea”, diretta dal fratello Mario, e insieme ad altre compagnie ha recitato nell'Amleto di William Shakespeare e ne Gl'innamorati di Carlo Goldoni.

Come attore cinematografico ha preso parte a lungometraggi diretti da Carlo Lizzani, Vittorio Gassman e Luciano Lucignani, ed ha anche partecipato a sceneggiati come I promessi sposi, A come Andromeda, Puccini e Marco Visconti, tutti prodotti dalla Rai.

Dal 1983 ha iniziato a dedicarsi al doppiaggio, sia come doppiatore che come direttore, costituendo anche una società di cui è stato amministratore delegato, la "DDE - Divisione Doppiaggi Edizioni" di Milano.

Nel 1996 ha portato a New York, con un cast italo-americano, Le Erinni di Uberto Paolo Quintavalle, che è stato poi ripreso a Milano l'anno successivo.
Ha tenuto corsi di doppiaggio presso la sua società, la "DDE", e anche un corso di dizione e recitazione presso l'associazione “Teatrando” di Seregno.
Come regista teatrale, ha diretto La cantatrice calva di Eugène Ionesco e due innovativi progetti di teatro al buio: il monologo Il canto del cigno di Anton Čechov e il testo Tutto bene, mamma?.

## Filmografia

### Attore cinematografico
- L'alibi, regia di Vittorio Gassman, Adolfo Celi e Luciano Lucignani (1969)
- I racconti romani di una ex novizia, regia di Pino Tosini (1972)
- Baba Yaga, regia di Corrado Farina (1973)
- Storie di vita e malavita, regia di Carlo Lizzani (1975)
- Sbirro, la tua legge è lenta... la mia... no!, regia di Stelvio Massi (1979)

### Attore televisivo
- I promessi sposi (Rai, 1967) di Sandro Bolchi
- A come Andromeda (Rai, 1972) di Vittorio Cottafavi
- Puccini (Rai, 1973) di Sandro Bolchi
- Marco Visconti (Rai, 1975) di Anton Giulio Majano
- Casa Vianello (Sitcom Mediaset)
- Finalmente soli (Sitcom Mediaset)
- Don Luca (Sitcom Mediaset)
- Il mammo (Sitcom Mediaset)

## Teatro

### Attore teatrale
- Gl'innamorati, di Carlo Goldoni
- Il piccolo Malcolm e la sua lotta contro gli eunuchi, di David Halliwell
- Le sbarbine, di Uberto Paolo Quintavalle
- Ricorda con rabbia, di John Osborne, nel ruolo di Cliff
- Storia allo zoo, di Edward Albee
- Strip-tease, di Sławomir Mrożek
- Aspettando Godot, di Samuel Beckett, nel ruolo di Estragone
- La mandragola, di Niccolò Machiavelli, nel ruolo di Callimaco
- I giusti, di Albert Camus
- Finale di partita, di Samuel Beckett, nel ruolo di Clov
- La cantatrice calva, di Eugène Ionesco, nel ruolo del Sig. Smith
- In alto mare, di Sławomir Mrożek, nel ruolo del terzo naufrago
- Leonce e Lena, di Georg Büchner, nel ruolo di Valerio
- Il rumore, di Boris Vian, nel ruolo di Smurz
- Storia del Principe Amleto, da William Shakespeare, adattamento di Tonino Conte, nel ruolo di Amleto
- Le Erinni, di Uberto Paolo Quintavalle, nel ruolo di Tieste
- Cyrano de Bergerac, di Edmond Rostand, nel ruolo di De Guiche
- Le nozze di Figaro, di Pierre-Augustin Caron de Beaumarchais, nel ruolo del Conte di Almaviva
- Sei personaggi in cerca d'autore, di Luigi Pirandello, nel ruolo del Direttore-capocomico
- Faust, di Johann Wolfgang von Goethe, nel ruolo di Faust vecchio
- La bisbetica domata, di William Shakespeare
- I promessi sposi, di Alessandro Manzoni, nel ruolo dell'Innominato
- Il canto del cigno, di Anton Čechov, nel ruolo di Vasilij Vasil'ič Svetlovidov
- Pesci piccoli, di Letizia Sperzaga (regia di Antonio Zanoletti), nel ruolo di Giorgio.

### Regista teatrale
- La cantatrice calva, di Ionesco
- Il canto del cigno, con Aldo Stella nel ruolo di Nikita Ivanyč
- Tutto bene, mamma?

## Doppiatore

### Film
- Pierre Clémenti in Il lupo della steppa
- Stepan Oleksenko in Amleto
- Koji Takahashi in Godzilla contro Biollante

### Televisione
- Susumu Kurobe in Ultraman

### Film tv
- Richard Dreyfuss in Lansky - Un cervello al servizio della mafia
- Klaus Maria Brandauer in Vi presento Dorothy Dandridge

### Soap opera e telenovelas
- Tom Nielson in Sentieri
- Fernando Allende in Cuore selvaggio

### Film d'animazione
- Space Adventure Cobra - Crystal Boy
- Vampire Hunter D - Messaggero del Conte
- Ninja Scroll - Dakuan
- Lamù - Beautiful Dreamer - Mujaki

### Cartoni animati
- Danguard - Tony
- Ghostbusters - Teschiofono e Schelevisione
- M.A.S.K. - Matt Trakker
- Moon Mask Rider - Iwai / Gekko Kamen
- Borgman 2030 - Thunder
- La clinica dell'amore - Sawaru Ogekuri
- Capeta - Oka